# Bahnhof Wanfried

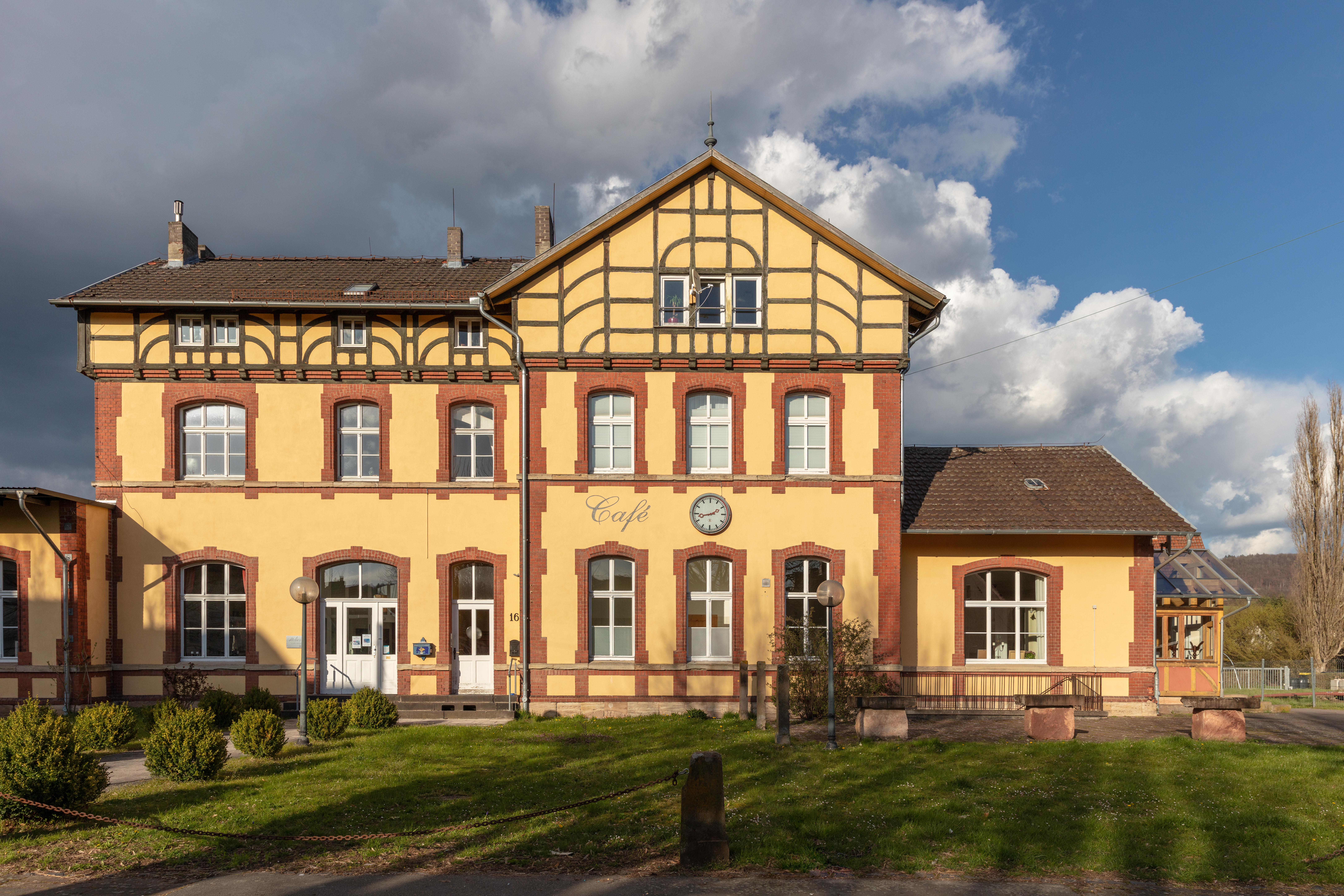
Die Südwestseite des Bahnhofs Wanfried im April 2023.

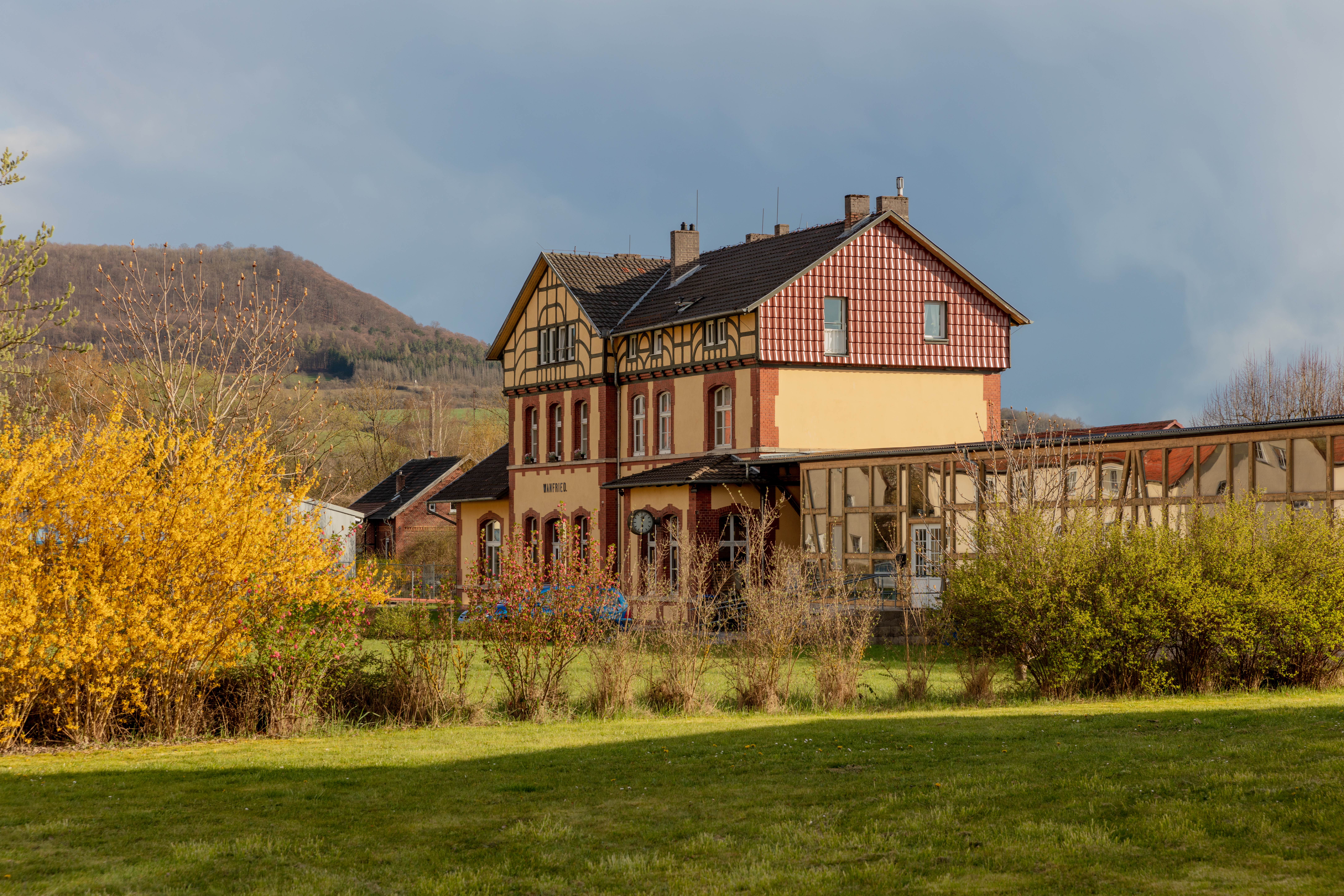
Die Nordseite des Bahnhofs Wanfried im April 2023.

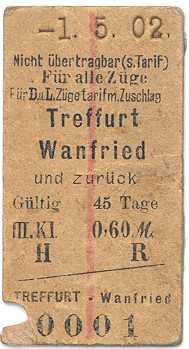
Die erste Fahrkarte für die Bahnstrecke Wanfried–Treffurt und zurück, die am 1. Mai 1902 an Herrn Oskar Reiter aus Bremen ausgegeben wurde, befindet sich heute im Wanfrieder Heimatmuseum.

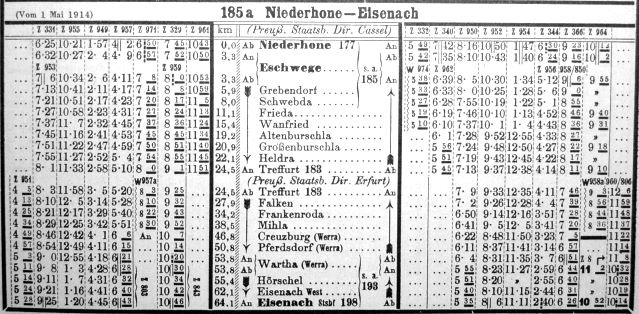
Fahrplan von Niederhone nach Eisenach über Wanfried vom 1. Mai 1914.

Der Bahnhof Wanfried war ein Bahnhof in Wanfried an der Bahnstrecke Schwebda–Wartha. Bei dem 1902 erbauten Empfangsgebäude handelt es sich um einen Typenbau ähnlich des Bahnhofes in Frieda. Das Objekt (Bahnhofstraße 16, Flur 13, Flurstück 223/27) ist aus geschichtlichen und städtebaulichen Gründen als Kulturdenkmal geschützt. Besonders auffallend sind die aufgelegten Fachwerkblenden des Giebels aus geschwungenen Hölzern.

## Geschichte
Am 12. Dezember 1879 fand eine Versammlung mit Vertretern des Kreises Eschwege, der Städte Wanfried, Treffurt und der umliegenden Dörfer über den Bau einer Sekundärbahn von Schwebda über Wanfried und Treffurt statt. Durch die Versammlung wurde eine Petition verfasst, in der die Notwendigkeit der Bahnverbindung betont wurde. Ein Komitee aus acht Mitgliedern, darunter Vertreter der beteiligten Städte und Landgemeinden, wurde gebildet, um alle weiteren Maßnahmen zur Verwirklichung des Bahnprojekts zu ergreifen.
Die Stadt Wanfried verpflichtete sich am 25. Januar 1888 dem Kreis Eschwege gegenüber 2/3 der Grunderwerbskosten in Höhe von insgesamt 107.010 Mark zu tragen. Der städtische Anteil in Höhe von 71.340 Mark wurde durch freiwillige private Beiträge von insgesamt 30.000 Mark unterstützt. Die Baukosten für das Bahnhofsgebäude beliefen sich auf 1.385.000 Mark.
Wanfried sollte über die Bahnstrecke Schwebda–Wartha erschlossen werden, deren Bauabschnitt Schwebda-Treffurt am 17. Oktober 1900 begonnen wurde. Von Schwebda zweigten die Schienen bisher zur bereits vorhandenen Strecke nach Leinefelde ab. Der neue Bauabschnitt mit insgesamt 16,4 km Länge verlief mit 14,6 km im Regierungsbezirk Kassel und mit 1,8 km im Regierungsbezirk Erfurt. Mit dem Anschluss an das Schienennetz erhoffte man sich erneuten wirtschaftlichen Aufschwung, nach dem die Weser-Werra-Schifffahrt in der zweiten Hälfte des 19. Jahrhunderts ihre ursprüngliche Bedeutung vollständig eingebüßt hatte und als Wirtschaftsfaktor praktisch keine Rolle mehr spielte.

### Eröffnung

Impressionen der Einweihung des Bahnhofs Wanfried am 1. Mai 1902
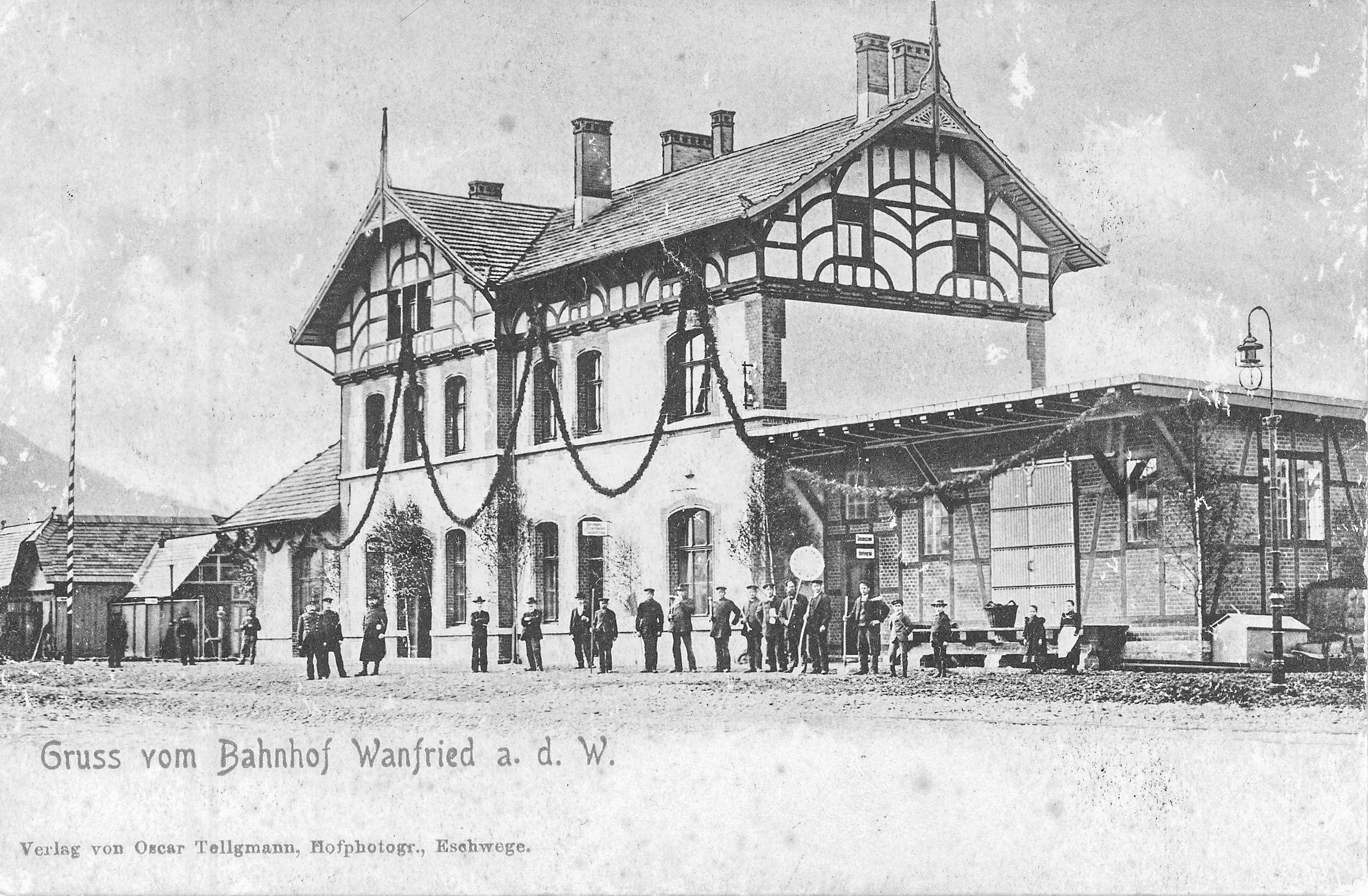
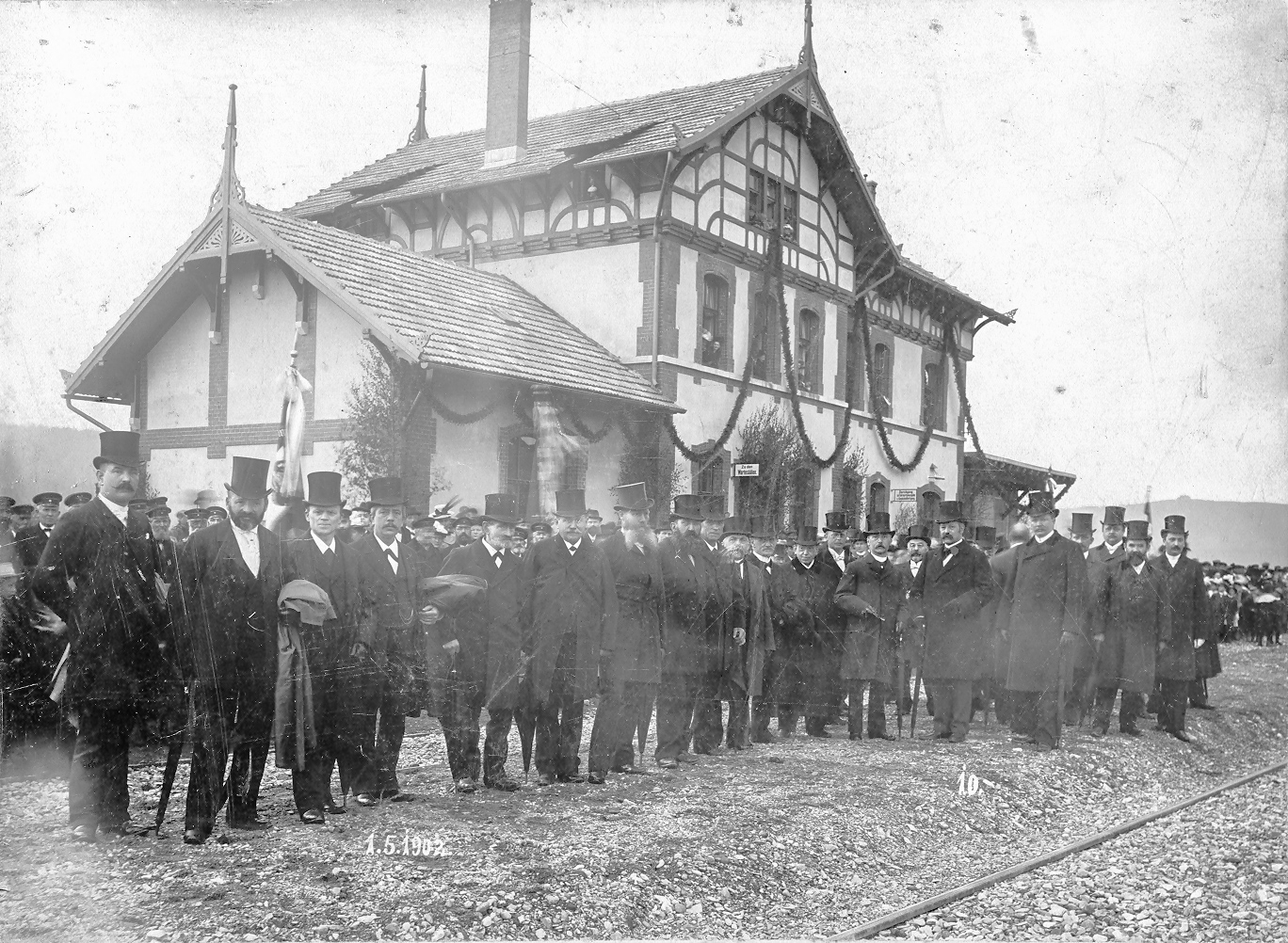
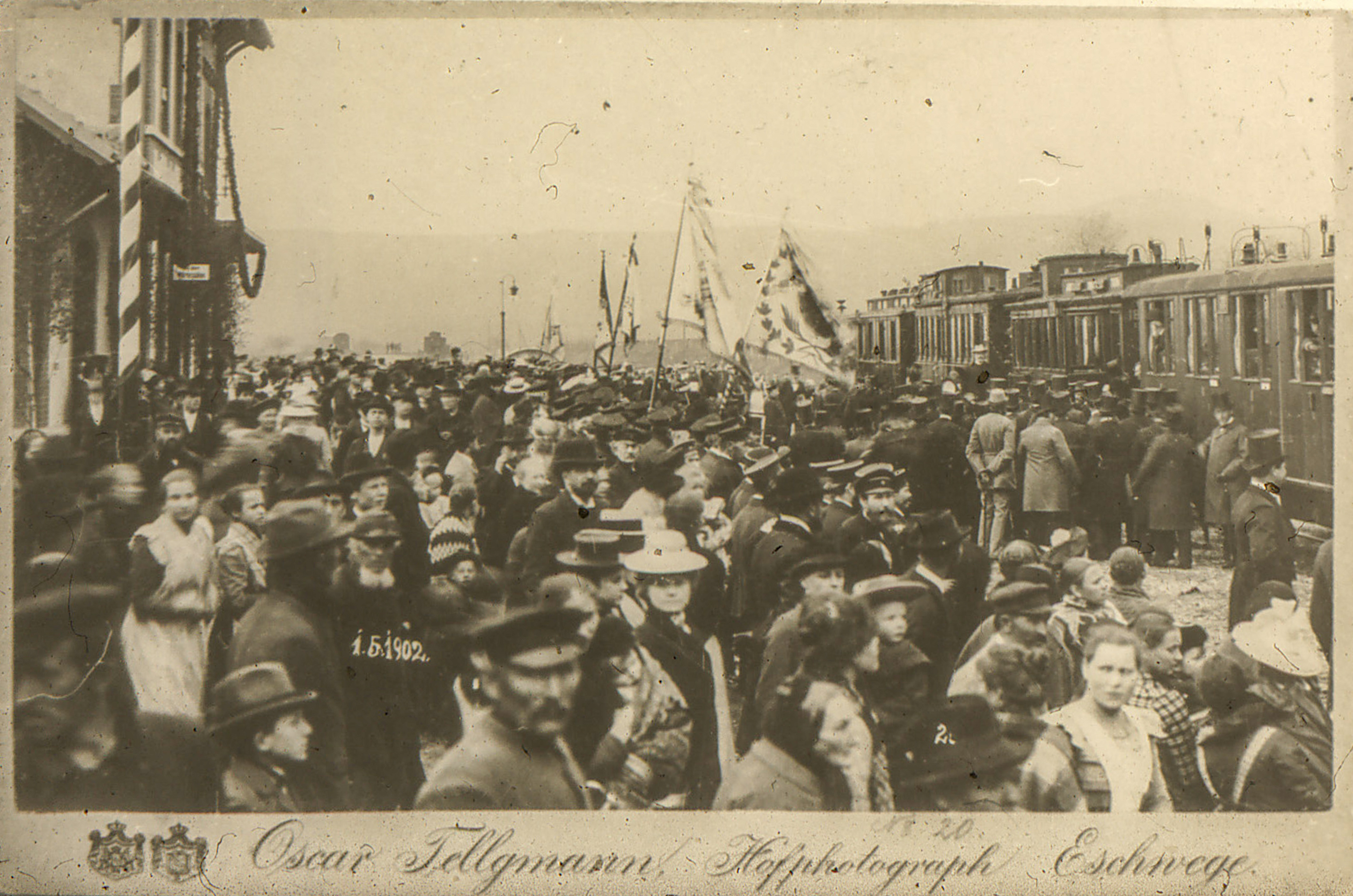
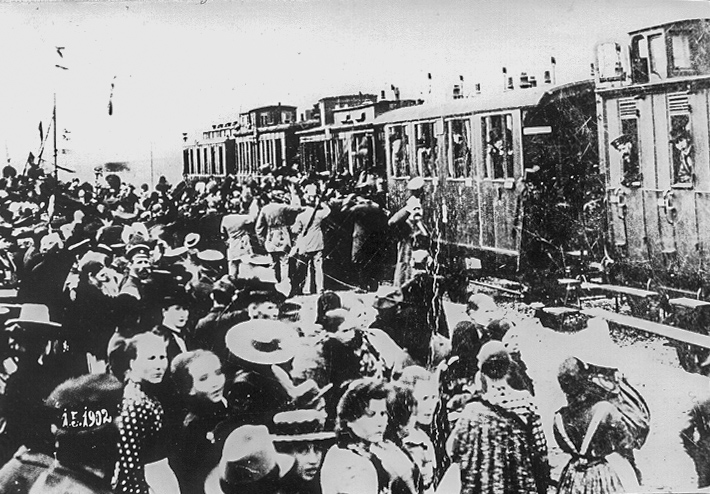
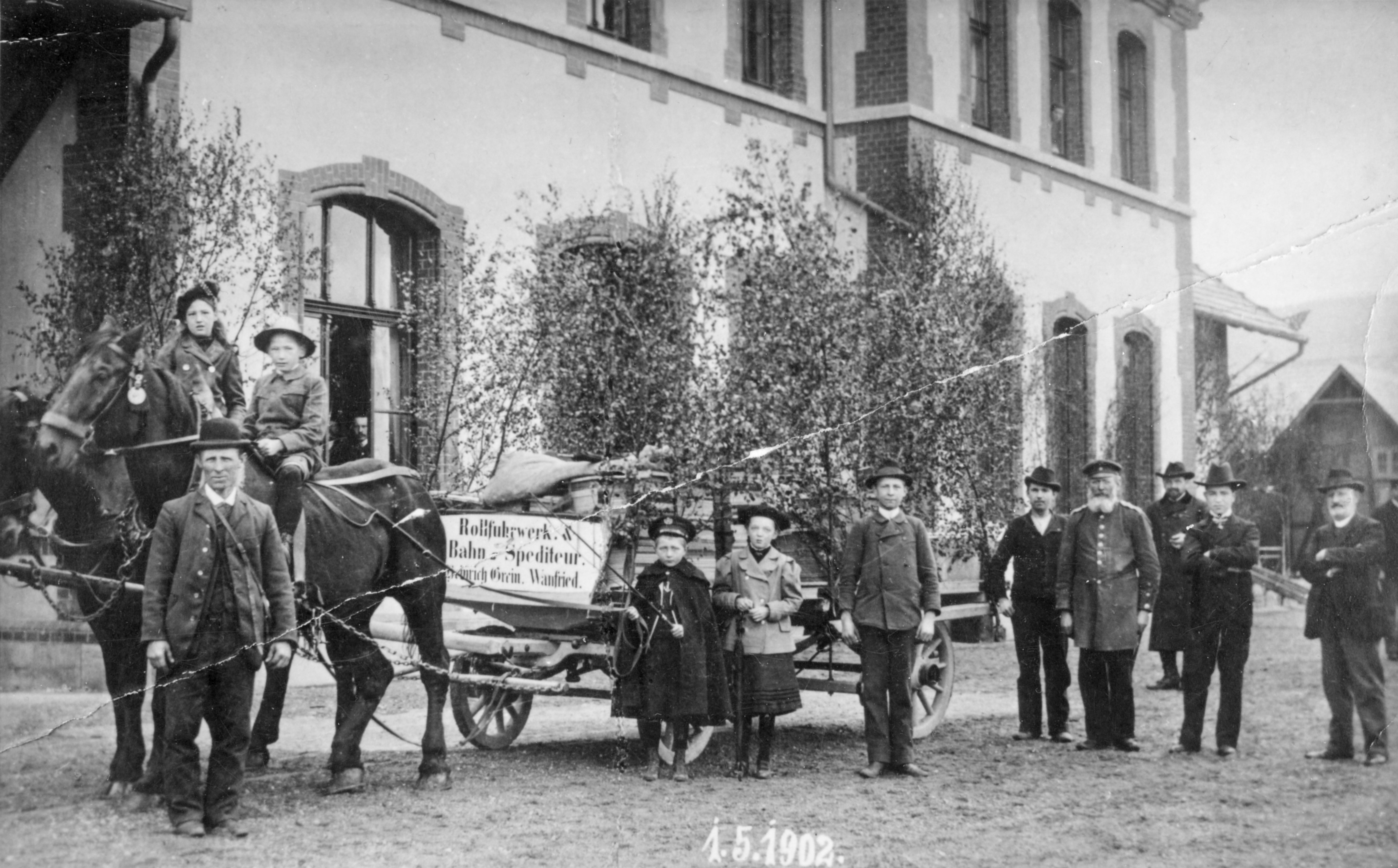

Der Bahnhof Wanfried wurde am 1. Mai 1902 mit Eröffnung der Bahnstrecke Schwebda–Wartha an das Schienennetz angeschlossen. An der Eröffnungsfeier in Form einer Festfahrt von Eschwege nach Treffurt nahmen Regierungspräsident von Trott zu Solz, Eisenbahndirektionspräsident Ulrich, Regierungsassessor von Görschen, Landrat von Keudell, Bürgermeister Vocke und andere Offizielle teil. Der Sonderzug bestand aus zehn Wagen und der bekränzten Preußischen T 3 Nr. 1726.
Gleichzeitig wurde auch das neue Bahnhofgebäude seiner Bestimmung übergeben.

### Weitere Geschichte
Während im Jahr 1750 noch rund 300 Briefe Wanfried per Postkutsche erreichten, so konnte im Jahr 1906 bei täglich neunmaliger Bahnpostverbindung folgendes Postsendungsaufkommen verzeichnet werden:
| Art der Sendung                             | gingen ein | kamen zur Aufgabe und Absendung |
| ------------------------------------------- | ---------- | ------------------------------- |
| gewöhnliche Briefsendungen                  | 178.200    | 132.800                         |
| gewöhnliche Pakete, Geld- und Wertsendungen | 14.081     | 16.205                          |
| Postanweisungen                             | 14.159     | 12.910                          |
| Nachnahmesendungen                          | 2.686      | --                              |
| Postaufträge                                | 836        | 420                             |
| Zeitungsnummern                             | 82.200     | --                              |

Am 30. September 1921 trafen auf dem Bahnhof Wanfried zwei neue Glocken für die Evangelische Stadtkirche ein. Die alten Glocken waren am 6. Juli 1917 zertrümmert und aus dem Kirchturm geworfen worden, um für die Metallspende des deutschen Volkes im Ersten Weltkrieg Verwendung zu finden.
Die Auswirkungen des Ersten Weltkrieges und zähe Verhandlungen mit der Eisenbahnverwaltung führten dazu, dass erst um 1930 ein akzeptabler Fahrplan erzielt werden konnte. So verkehrten im Sommer 1939 werktags neun, sonntags acht Personenzüge in jeder Richtung, vor Kriegsende 1945 waren noch vier Zugpaare täglich, werktags fünf und ein weiteres „nur auf  besondere Anordnung“ unterwegs. Am 3. Juli 1944 wurde noch ein neuer Fahrplan eingeführt, der „bis auf weiters“ gültig war und praktisch bis zum Kriegsende galt.
Ab dem 3. Juli 1945 war die Bahnstrecke zwischen Heldra und Treffurt durch die Demarkationslinie unterbrochen. Diese Entwicklung wirkte sich auch unmittelbar wirtschaftlich negativ auf den Bahnhof Wanfried aus, da der Personen- und Güterverkehr nach Thüringen vollständig zum Erliegen kam.
Ab dem 25. September 1966 wurden wegen des schlechten Oberbauzustandes die Reisezüge zwischen Wanfried und Heldra eingestellt und ab 25. Oktober 1966 verkehrten zwischen Wanfried und Heldra werktags sechs DB-Busse in beiden Richtungen. Gleichzeitig wurde der Haltepunkt Spinnhütte in Wanfried und der Schrankenposten 1 zwischen der Mühlhäuser und Celler Straße aufgegeben. Am 17. Juli 1967 wurde der Güterverkehr zwischen Wanfried und Großburschla mit einer Kleinlok in beschränktem Umfang wieder aufgenommen.
Am 2. Juni 1973 kam zum letzten Mal planmäßig eine Dampflokomotive der Baureihe 50 auf der Strecke zwischen Wanfried und Eschwege zum Einsatz. Mit dem Inkrafttreten des Sommerfahrplans der Deutschen Bundesbahn wurden die Dampflokomotiven durch Diesellokomotiven ersetzt.
Am 15. Mai 1980 wurde das 100-jährige Bestehen der Inbetriebnahme der Eisenbahnstrecke Eschwege–Schwebda–Leinefelde in Wanfried gefeiert. Über 1000 Fahrgäste waren der Einladung der Deutschen Bundesbahn zu dieser historischen Fahrt auf der Kanonenbahn von Eschwege nach Wanfried gefolgt. Die insgesamt sieben Wagen, die von der Diesellok 216 215 gezogen wurden, konnten die Fahrgäste nicht alle fassen, so dass ein Schienenbus weitere 200 Fahrgäste nach Wanfried bringen musste. Die Fahrt durch das Werratal über Grebendorf, Schwebda, Frieda und Wanfried wurde an allen Bahnhöfen und entlang der Strecke von tausenden von Schaulustigen begleitet, die den Fahrgästen dieser Jubiläumsfahrt zuwinkten.

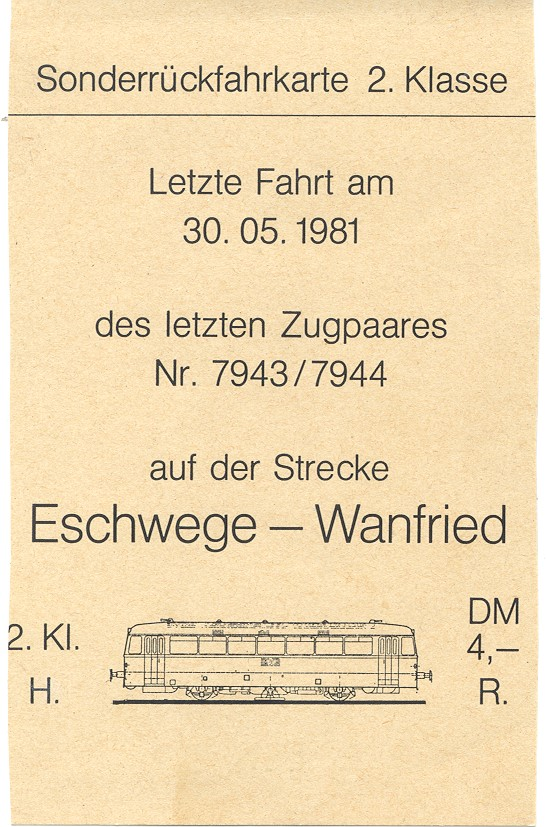
Sonderrückfahrkarte „Letzte Fahrt am 30. 05. 1981 des letzten Zugpaares Nr. 7943/7944 auf der Strecke Eschwege–Wanfried“.

Am 30. Mai 1981 wurde die Zonenrand-Nebenstrecke Eschwege–Wanfried endgültig für die Personenbeförderung stillgelegt. Um 06:51 Uhr kam der letzte Zug nach Wanfried. Die Triebwagenfront hatten die Eschweger Eisenbahnfreunde mit einem Schild „Letzte Fahrt des Botenlieschens“ geschmückt. Die Bundesbahn hatte eine Sonderrückfahrkarte mit der Aufschrift „Letzte Fahrt am 30. 05. 1981 des letzten Zugpaares Nr. 7943/7944 auf der Strecke Eschwege–Wanfried“ drucken lassen. Die Fahrt wurde von zahlreichen Schaulustigen per Kamera festgehalten. Um den Personenverkehr zwischen Eschwege und Wanfried aufrechtzuerhalten, wurden seitdem Bahnbusse zwischen beiden Städten eingesetzt. Der Güterverkehr zwischen Eschwege und dem Bahnhof Großburschla, unmittelbar an der innerdeutschen Grenze, wurde bis zu Beginn der 1990er Jahre fortgesetzt.
Am 22. Februar 1988 wurde der Bahnhof Wanfried aufgrund von Krankheit und damit verbundenem Personalmangel vorübergehend geschlossen. Am 31. März 1988 erfolgte die endgültige Schließung.
Die 1934 in der Lokomotivfabrik Krupp (Essen) gebaute Kleindiesellokomotive Kö 4579 (Fabriknummer 1354) wurde am 19. Dezember 1992 nach ihrer letzten Verwendung im Bahnbetriebswerk Saalfeld ausgemustert. Danach erwarb eine Gruppe von Eisenbahnfreunden die Kleinlok und überführte sie nach Wanfried. Dort gründete sich im März 1993 der Verein Eisenbahnfreunde Wanfried e. V. mit der Absicht, die Lok und weitere Fahrzeuge in Wanfried zu betreuen. Aufgrund des vollständigen Rückbaus der Strecke zwischen Wanfried und Eschwege konnte der geplante Museumsbetrieb nicht realisiert werden. Die Lok wurde 1996 an die Eisenbahnfreunde Walburg e. V. abgegeben und schließlich im April 2015 durch die Interessengemeinschaft Residenzbahnhof Sondershausen übernommen und per Straßentieflader in Walburg abgeholt und nach Sondershausen überführt.
Am 11. Dezember 1993 wurde von Wanfried nach Eschwege eine Nostalgiefahrt mit rund 70 Eisenbahnfans durchgeführt. Dabei kam ein Schienenbus zum Einsatz. Von Heidelberg kommend traf der aus einem Trieb- und einem Beiwagen bestehende Zug nach über fünf Stunden am Sonntag morgen in Wanfried ein. Um 08:36 Uhr setzte er sich zu seiner Tagesfahrt in den Odenwald in Bewegung – bis Eschwege im Schleichtempo auf verrosteten Schienen und zugewachsenen Bahnschwellen.
Am 1. Juni 1995 rollte zum letzten Mal ein Zug auf der Strecke Wanfried–Eschwege, darunter auch die Kleinlok des Wanfrieder Eisenbahnvereins. Mit knapp 30 km/h pro Stunde befuhr der Zug, bestehend aus vier Wagen der Deutschen Bahn, der Diesellok V 22 und einer Kleinlok die Strecke. Mit Protestplakaten gegen die Streckenstilllegung bespannt, erregte die Fahrt entlang der Strecke große Aufmerksamkeit bei den Anwohnern. Der Zug erreichte seinen vorläufigen Endbestimmungsort auf einem Abstellgleis am Bahnhof Eschwege West. Die endgültige Stilllegung der Strecke erfolgte am 31. Dezember 1995.
Am 16. Oktober 1998 wurden die letzten Schienen vor dem ehemaligen Bahnhofsgebäude demontiert.

Überreste der Eisenbahnschienen unweit des Bahnhofs Wanfried
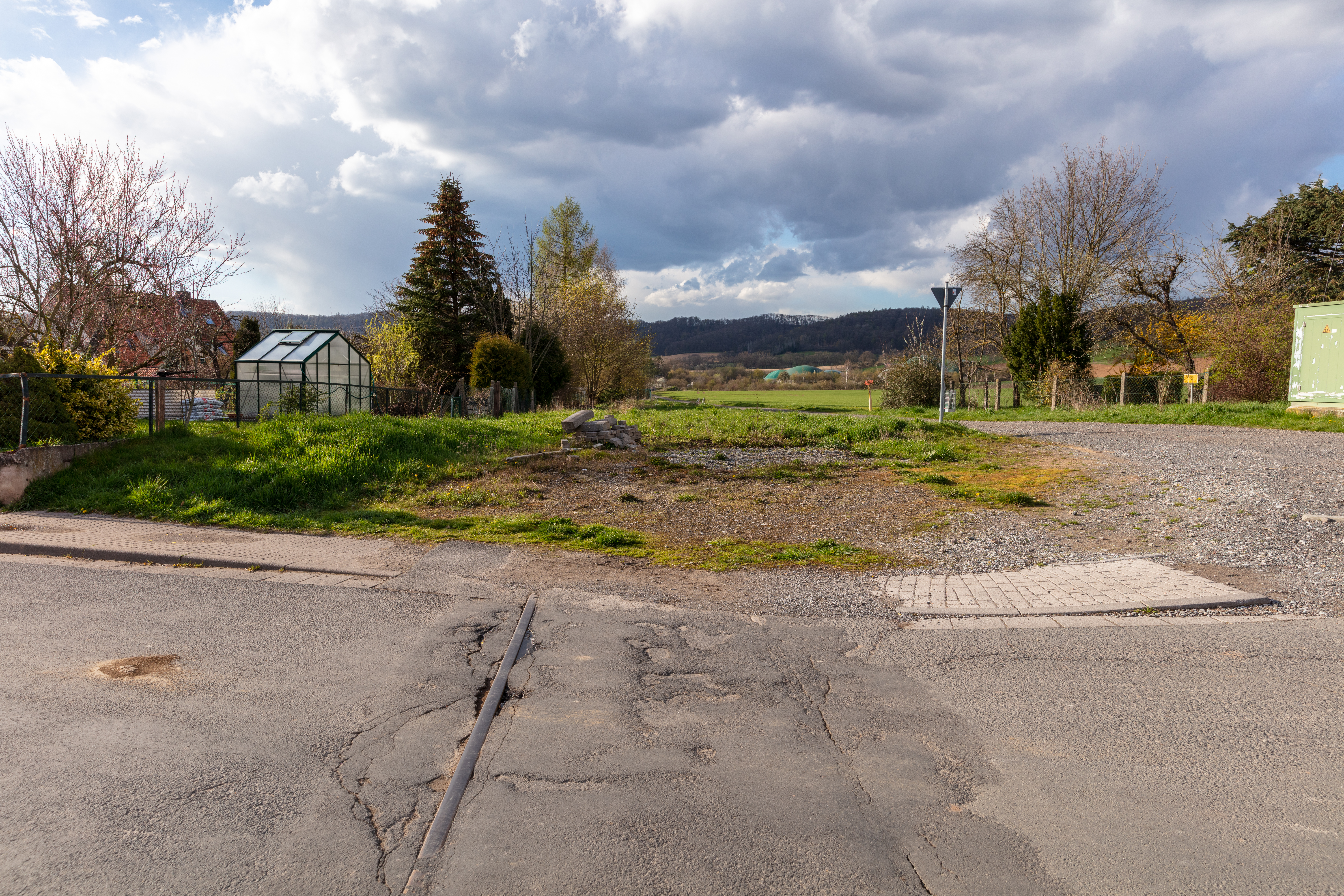
Reste von Eisenbahnschienen in der Plouescatstraße, nordwestlich des Bahnhofs
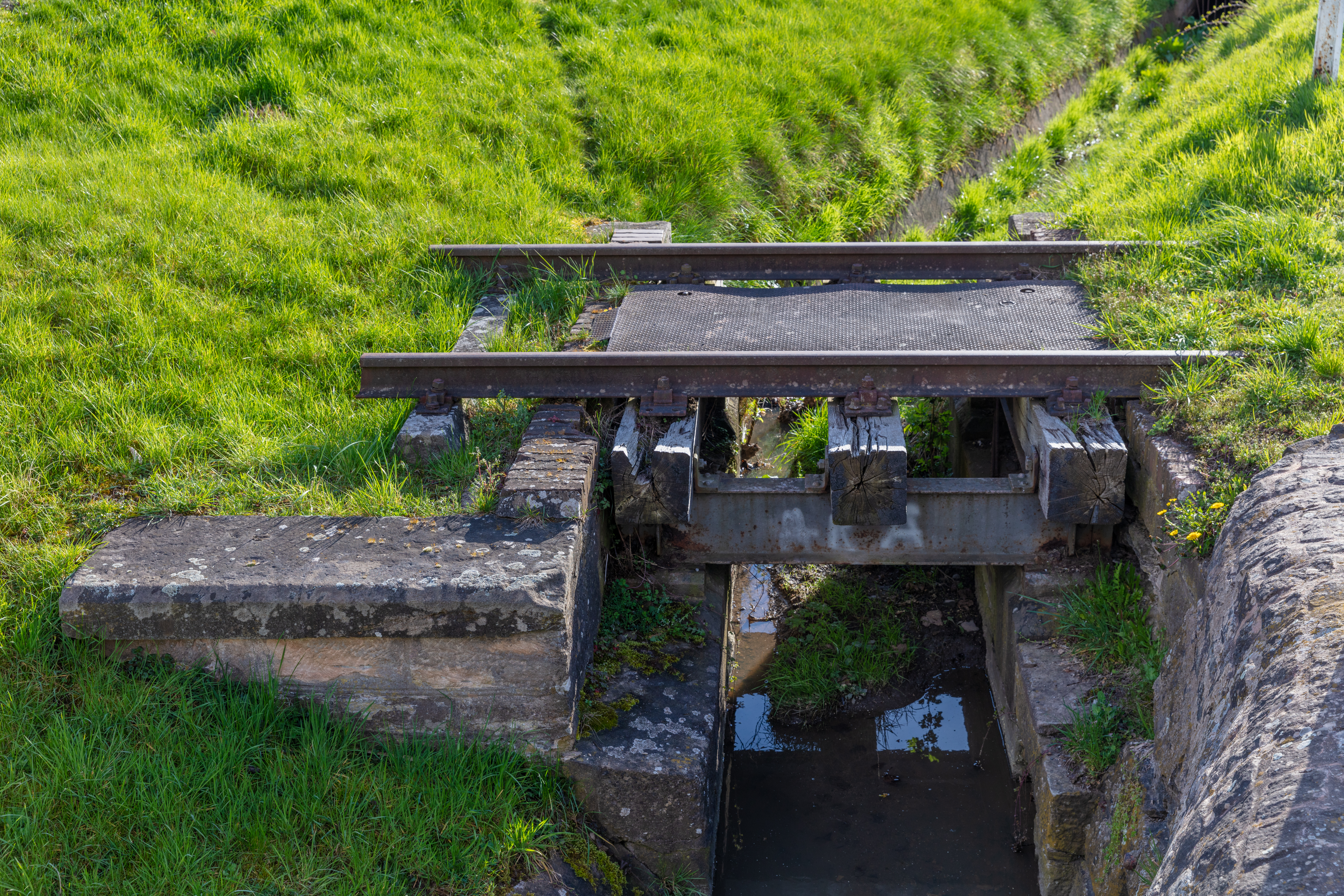
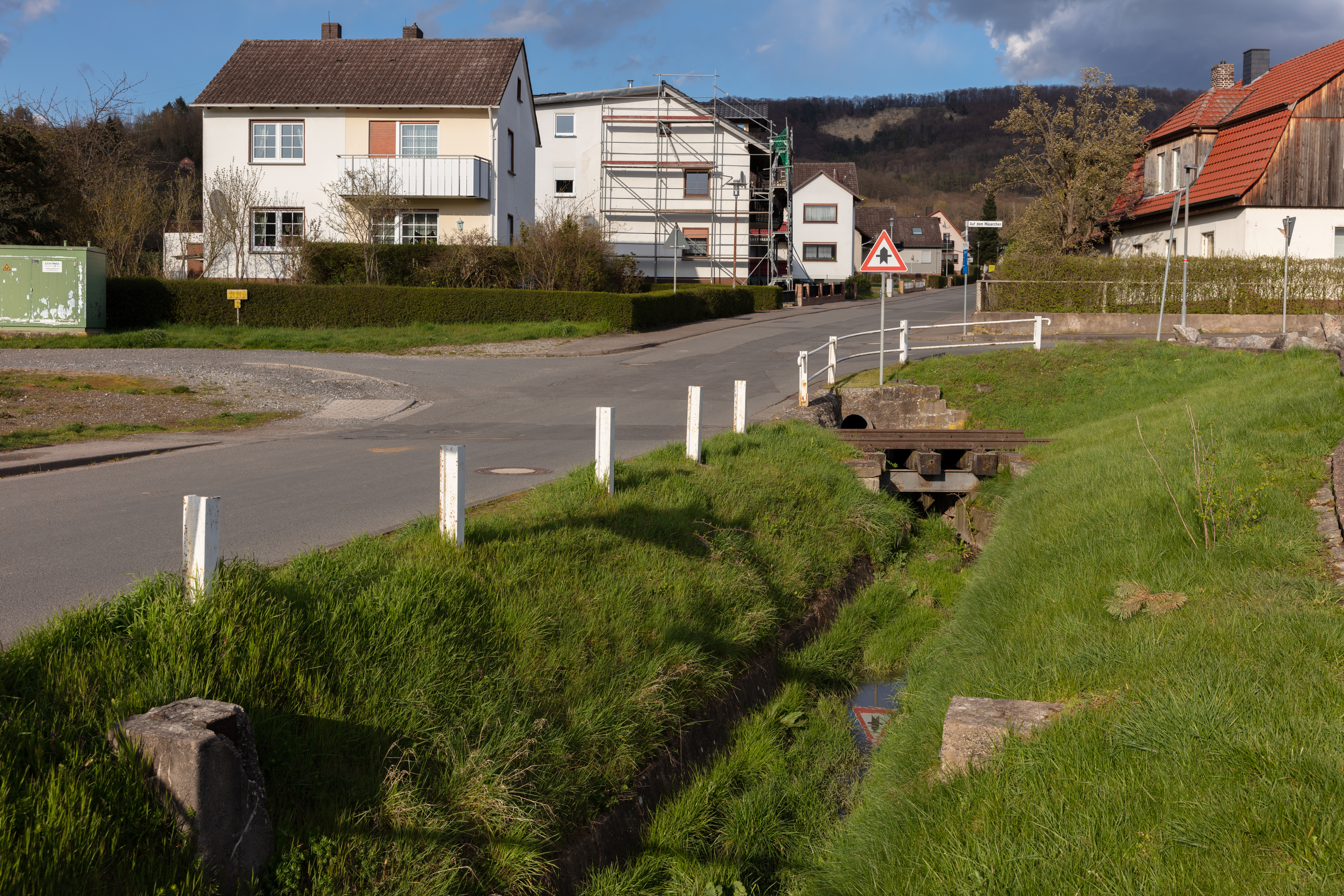
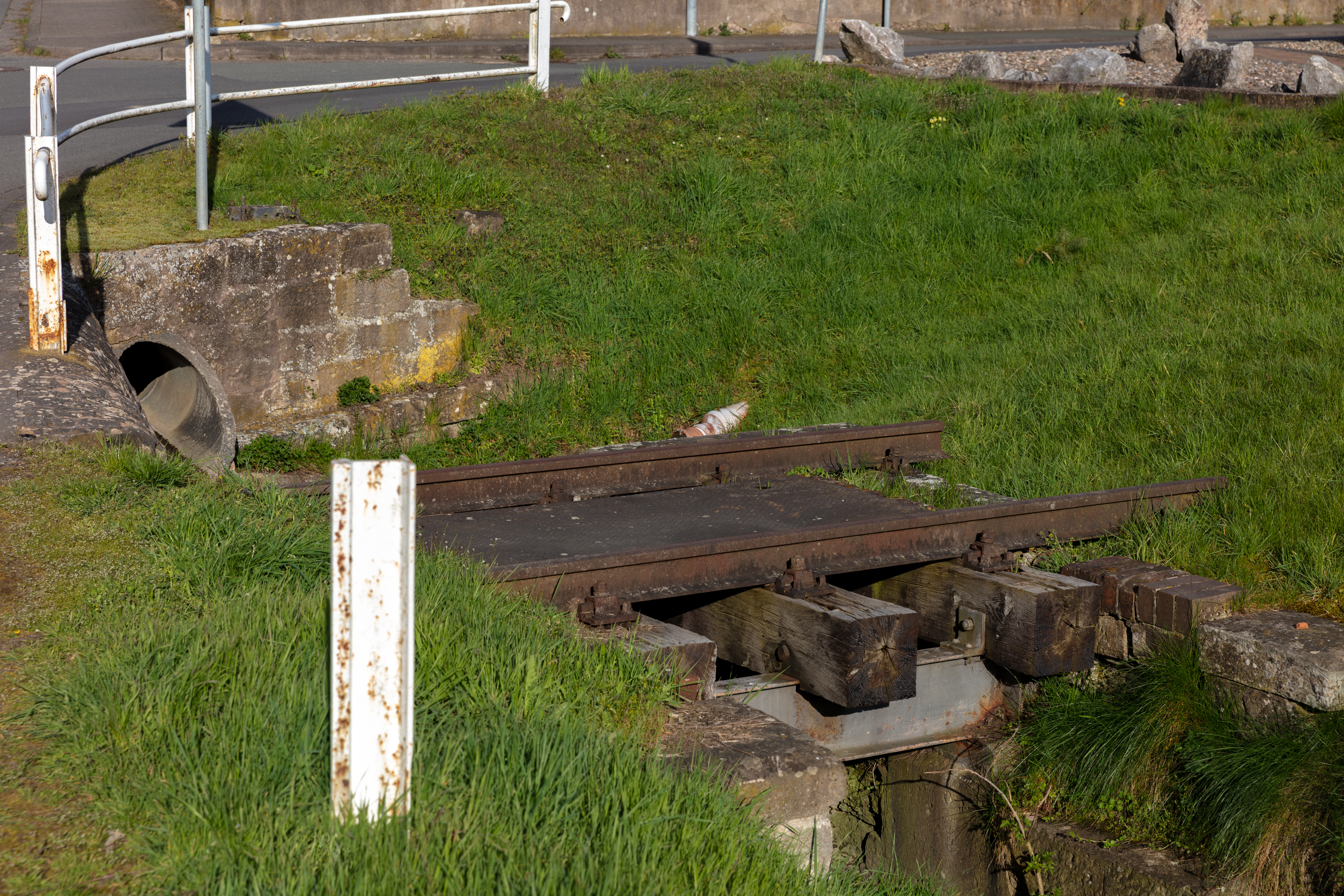
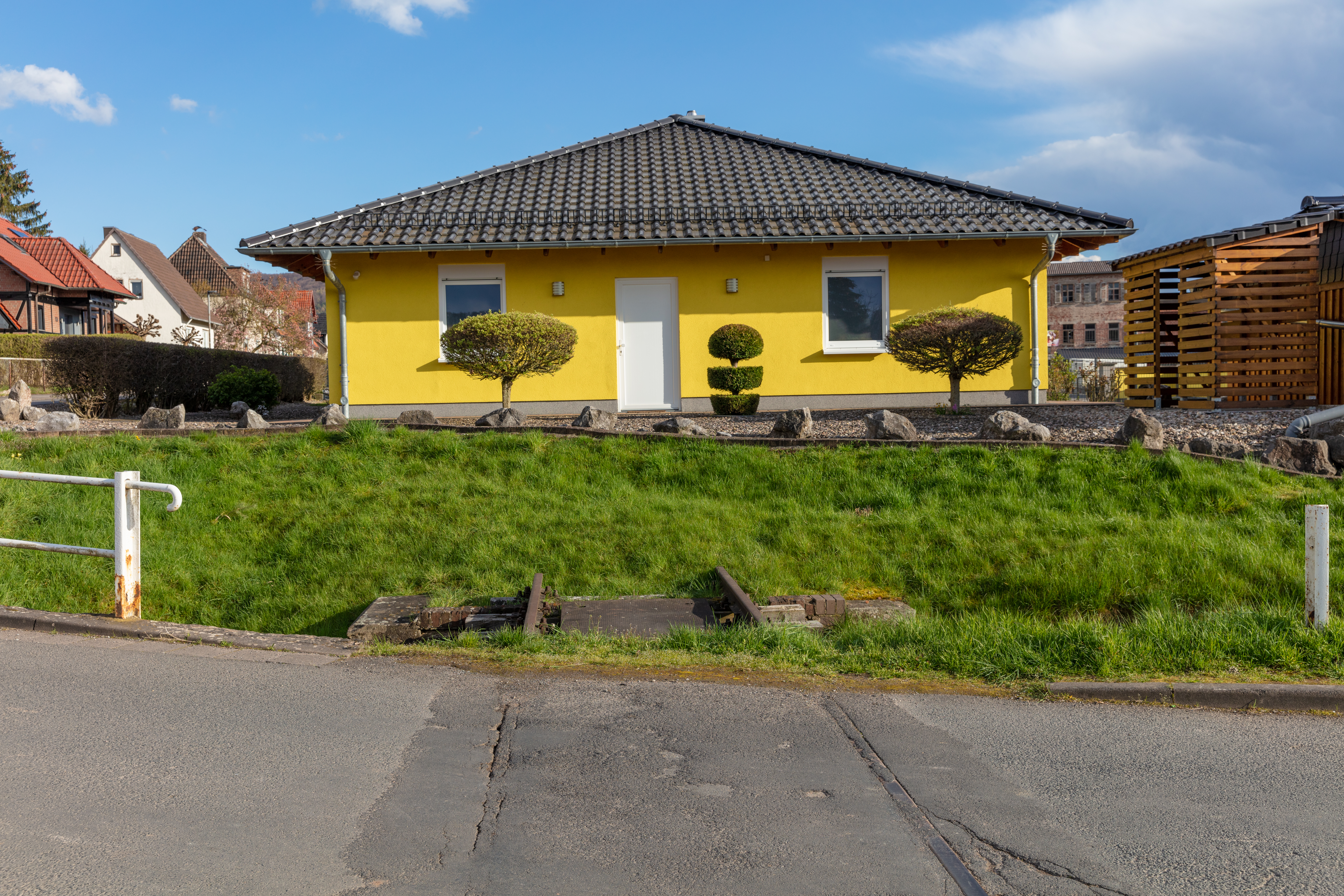
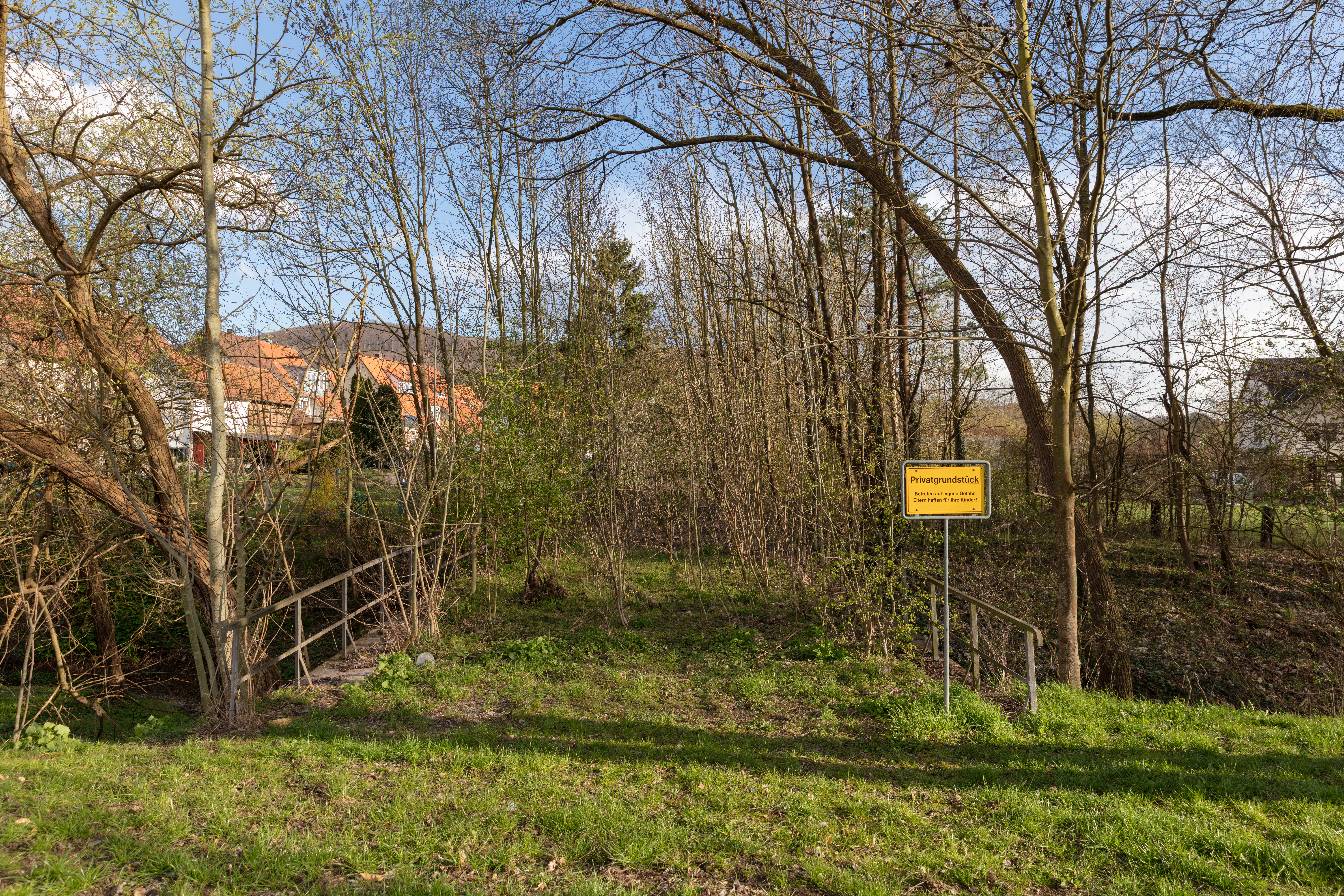
Ehemalige Eisenbahnbrücke in der Straße Vor dem Gatter, südöstlich des Bahnhofs
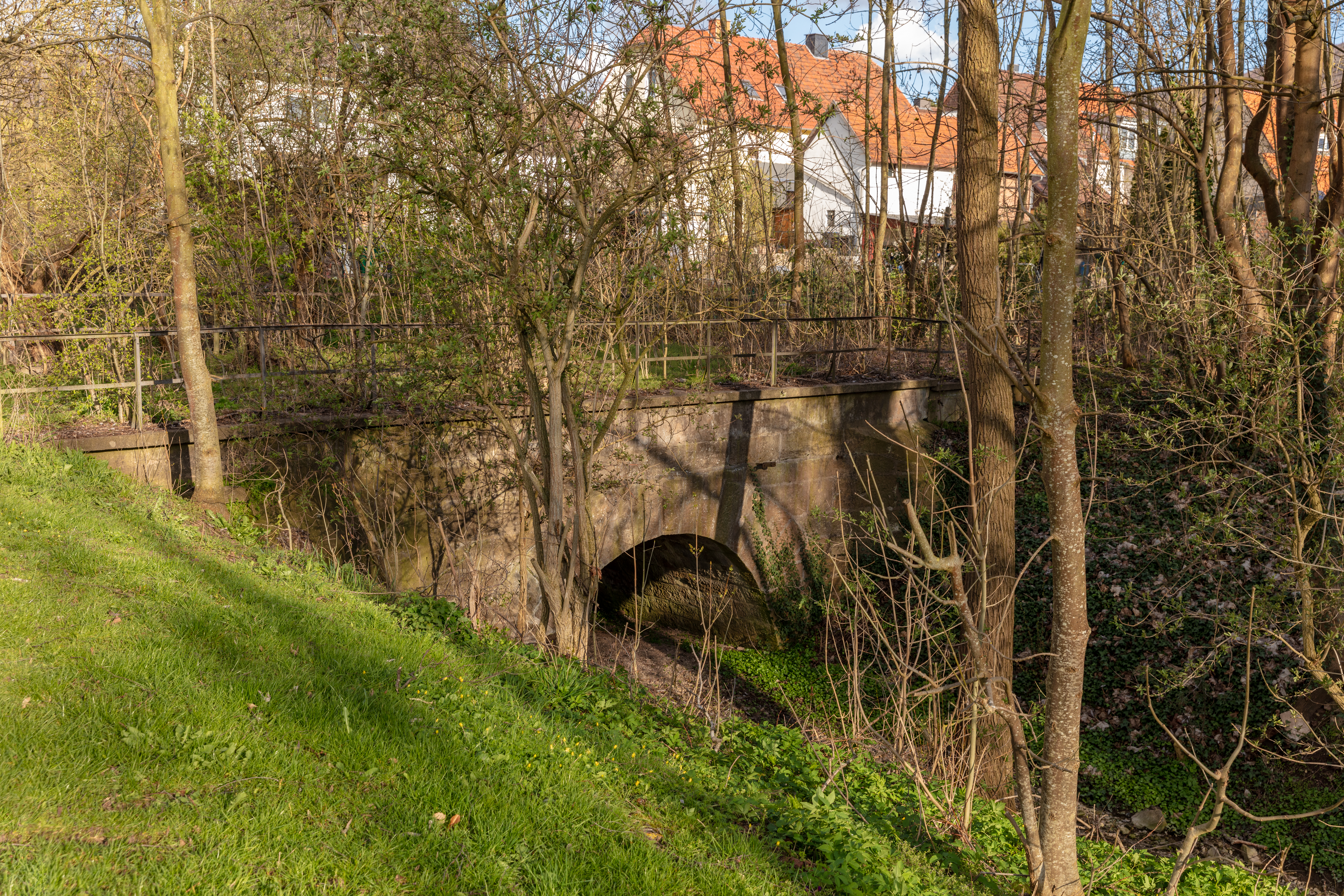
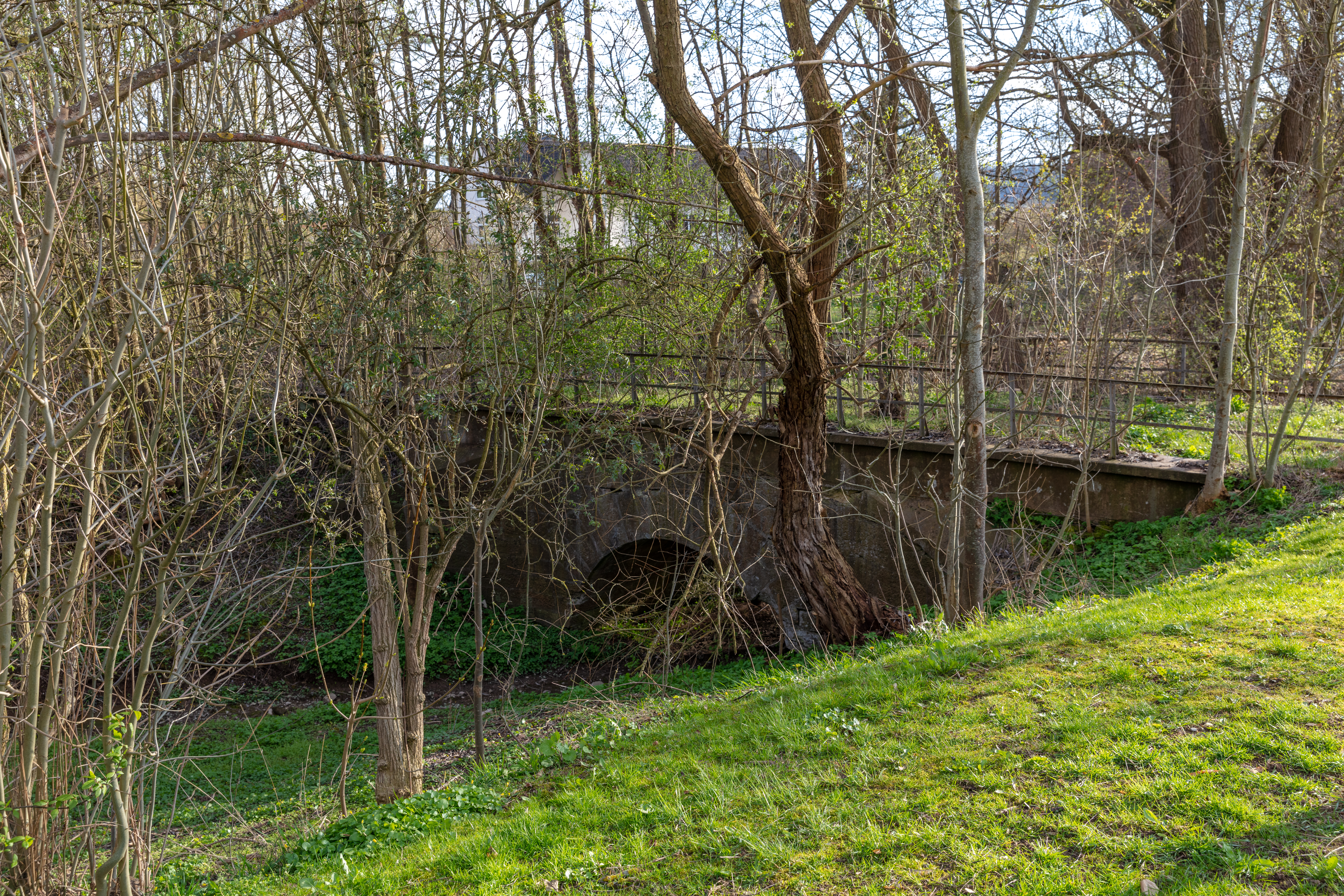

Ein ortsansässiger Mediziner und Unternehmer kaufte der Deutschen Bahn den ehemaligen Bahnhof ab. In der Zeit von 2002 bis 2005 wurde das Gebäude saniert und zu acht separaten Seniorenwohnungen mit 36 m² bis 60 m² sowie einem Café im Erdgeschoss umgebaut.
Im Jahr 2020 beabsichtigte derselbe Eigentümer auf den ehemaligen Bahngleisen unweit des Bahnhofs kleine Häuschen im Stil von Eisenbahn-Waggons zu errichten. Insgesamt sollten vier bis sechs barrierearme Objekte mit einer Wohnfläche von ca. 60 m² entstehen, die über Photovoltaikanlagen und Geothermie mit Energie versorgt werden sollten.
Seit dem 11. März 2023 befinden sich in einem Teil der Räumlichkeiten des ehemaligen Bahnhofes eine Galerie und ein Kursraum für Malerei.